# ハーバート・オズボーン・ヤードリー
ハーバート・オズボーン・ヤードリー（Herbert Osborne Yardley、1889年4月13日 - 1958年8月7日）は、アメリカ合衆国の暗号学者。インディアナ州ワージントン生まれ。その著『ブラック・チェンバー 米国はいかにして外交暗号を盗んだか』（1931年）で知られる。
ヤードリーは陸軍情報部第8課（MI-8）「ブラック・チェンバー」の設立者であり、その長であった。
彼のもとで、ブラック・チェンバーの暗号解読者は日本の外交暗号を解読し、1921年から1922年のワシントン会議でアメリカの交渉者を有利な立場に置いた。
のちに中国の国民政府が日本の暗号を解読するのを助け、カナダ政府が暗号部門を設けるのを助けた。

## 著書
ブラック・チェンバーは1929年に国務長官のヘンリー・スティムソンによって予算を打ち切られ、そのまま閉鎖された。従業員は年金等の補償なしに解雇された。ヤードリーは政府に対する報復として以下の暴露本を著した。

### 翻訳
- ハーバート・オー・ヤードリ 『ブラック・チェンバ　米国はいかにして外交秘電を盗んだか？』 大阪毎日新聞社訳、大阪毎日新聞社、1931年（昭和6年）。全国書誌番号:47032534。
- H・O・ヤードレー 『ブラック・チェンバー　米国はいかにして外交暗号を盗んだか』 近現代史編纂会編・平塚柾緒訳、荒地出版社、1991年（平成3年）1月。ISBN 4-7521-0107-6。
  - 改訂新版 『ブラック・チェンバー　米国はいかにして外交暗号を盗んだか』 平塚柾緒 訳、角川新書、2023年（令和5年）12月。ISBN 978-4-04-082486-4。

### 原書
- Yardley, Herbert (September 2004). The American Black Chamber. US Naval Institute Press. ISBN 978-1591149897
- Yardley, Herbert (September 1983). The Chinese Black Chamber: An Adventure in Espionage. Houghton Mifflin. ISBN 978-0395346488
- Yardley, Herbert (1990). The Education of a Poker Player, Including Where and How One Learns to Win. Oldcastle Books. ISBN 0-948353-76-7